# Iarlovița, Vidin
Iarlovița (în bulgară Ярловица) este un sat în comuna Dimovo, regiunea Vidin,  Bulgaria. 

## Demografie
Componența etnică a satului Iarlovița
     Bulgari (95,65%)
     Nicio identificare (4,34%)
     Altele (0%)
La recensământul din 2011, populația satului Iarlovița era de 92 locuitori. Din punct de vedere etnic, majoritatea locuitorilor (95,65%) erau bulgari. Pentru 4,34% din locuitori nu este cunoscută apartenența etnică.